# Battaglia del Passo di Brander
La battaglia del Passo di Brander è un piccolo conflitto che si inserisce nel contesto molto più ampio delle Guerre di indipendenza scozzesi e nella lotta intestina scoppiata fra i Bruce e i Balliol che si andò a sovrapporre alla guerra per l'indipendenza. Lo scontro si concluse con la vittoria di Robert Bruce contro John di Argyll (tardo Duecento-1316) che era parente di John Comyn, che era stato ucciso da Bruce nel 1306 presso Dumfries. Riguardo alla data precisa in cui venne combattuta non c'è certezza, indicativamente si colloca fra il 1308 e il 1309 anche se l'estate del 1308 appare come la data più probabile.

## Il trono incerto
L'assassinio di John Comyn III Signore di Badenoch fu un atto decisivo della politica interna scozzese. Poco dopo l'omicidio Robert Bruce fu incoronato re di Scozia con l'appoggio dell'intero clero nazionale che, di fatto, annullò un interdetto papale che era stato emesso contro il re. Nonostante la corona Roberto dovette fronteggiare ancora numerosi ostacoli, il potere interno scivolò presto di nuovo in direzione dell'Inghilterra, la più grande debolezza che fin dall'inizio caratterizzò le campagne mosse contro Edoardo I d'Inghilterra stava nel fatto che non riusciva a stabilire una base solida di consenso entro la nobiltà scozzese. Essa era una tradizionale base di potere da cui dipendeva anche il suo ruolo, coloro che un attimo prima era amici diventavano nemici alla rapidità del lampo e l'omicidio di Comyn l'aveva posto in una posizione di debolezza.
Benché Bruce fosse riuscito a conquistare la corona il defunto Comyn poteva contare su una vasta rete di parenti e sostenitori che vivevano o avevano interessi lungo tutta la linea in cui si svolgevano i conflitti con gli inglesi che finirono per volgersi proprio al nemico rivoltandosi contro il loro nuovo re. I nuovi nemici di Bruce controllavano posizioni strategiche quali Galloway, Lochaber, Atholl, Ross-shire, Buchan, Badenoch, Strathspey e, non ultimo l'Argyll. Gran parte di questa regione era sotto il controllo di Alexander di Argyll (morto nel 1310) marito di una delle sorelle di Comyn.
Subito dopo la disfatta di Bruce alla battaglia di Methven combattuta il 19 giugno 1306 quel che restava del suo esercito fu ulteriormente assottigliato da John di Argyll, figlio ed erede di Alexander in quella che passò alle cronache come la battaglia di Dalrigh, lo stesso Bruce scappò a stento dalla cattura. Nonostante questo il re fece un'ampia campagna per recuperare il terreno perduto, la primavera seguente scese nell'Ayrshire cominciando una serie di operazioni di guerriglia anche se non vi sono certezze significative circa il fatto che questa fosse stata in grado di prevalere contro il mix costituito dalle forze militari inglesi e le lotte interne. Tuttavia il 7 luglio Edoardo I morì mentre marciava verso nord e suo figlio Edoardo II d'Inghilterra decise di lasciare lo scontro con Bruce per dedicarsi agli affari interni del paese lasciando i propri alleati scozzesi a decidere da soli della loro sorte. Tuttavia Bruce era convinto che gli inglesi sarebbero tornati nel giro di un anno e decise quindi di agire con rapidità e precisione.

## La battaglia
Il primo passo fu compiuto nell'autunno del 1307 a Galloway, sede della casa di famiglia dei Balliol, contro i MacDougall e i Macanns, gli scontri furono talmente violenti che i contadini locali cercarono rifugio nel vicino ed inglese Cumberland, i nobili locali invano si appellarono ad Edoardo ed alla fine furono costretti a negoziare una tregua dietro il pagamento di alcuni tributi. Da lì Bruce si rivolse verso il nord dove c'erano alcune terre in mano inglese e dove c'era la regione di Lochaber dov'era posta una roccaforte dei Comyn, la sua marcia verso le Highland fu supportata da una piccola flotta di galee che navigarono nel Loch Linne. John di Argyll, agendo in vece del padre, fu costretto a negoziare una tregua perché incapaci di reggere alla marea che stava avanzando, da lì il re andò verso nord-est per incontrare il suo principale avversario il cugino ed omonimo di Comyn John Comyn, questa campagna durò per tutto l'inverno ed ebbe poi il suo picco nella Battaglia di Inverurie che si combatté il 23 maggio 1308. A quel punto a Bruce non restava altro che volgersi a ovest per sistemare il resto degli affari pendenti.
Alexander di Argyll era ormai troppo vecchio e malato per poter prendere parte ad altre campagne e rimase al proprio Castello di Dunstaffnage e lasciò al figlio il compito di non farsi sopraffare dalla forza di Bruce. Probabilmente nell'agosto 1308 John di Argyll portò i propri uomini nello stretto Passo di Brander dove il fiume Awe si biforca attraverso il pendio meridionale del Ben Cruachan ai cui piedi s'adagia il Loch Awe. In quel periodo anche John si andava rimettendo da una malattia ed osservò la disposizione del suo esercito da una galea posta nel Loch Awe, i suoi uomini erano nascosti sui fianchi della montagna osservando tutti i sentieri che portavano al passo e se sperava di bissare il successo ottenuto alla Battaglia di Dalrigh dovette rimanere amaramente deluso. Bruce aveva infatti imparato dai propri errori e spedì uno dei suoi uomini, un lealista delle Highland tale James Douglas (condottiero) a scalare le pareti del passo per riuscire quindi a posizionarsi, del tutto inosservato, alle spalle dei nemici.
Quando l'esercito di John attaccò si trovò presto in fallo perché si vide Bruce avanzare da davanti e Douglas incalzare da dietro e dall'alto contemporaneamente. Gli uomini di John si agitarono e quindi ruppero i ranghi, furono inseguiti verso ovest, sull'Awe, e per tutta la via del ritorno fino a Dunstaffnage dove riuscì ad arrivare a fatica anche John che riparò in Inghilterra insieme al conte di Buchan. A quel punto Alexander dovette arrendersi e rendere omaggio a Bruce, tuttavia non rimase in Scozia, si esiliò in Inghilterra dove morì nel 1310 al servizio di Edoardo II. Quest'ultima battaglia pose fine alle lotte interne al paese, tutti gli alleati dei Comyn e i Comyn stessi erano stati piegati o costretti all'esilio e avevano perso le loro terre, chi rimase non riuscì a rimettere insieme una solida base di potere e non gli rimase altro da fare che sottomettersi o arruolarsi volontario nell'esercito inglese.